# Загірненська сільська рада
Загірненська сільська рада — орган місцевого самоврядування у Стрийському районі Львівської області. Адміністративний центр — село Загірне.

## Загальні відомості
Водоймища на території, підпорядкованій даній раді: річка Жижава.

## Населені пункти
Сільській раді підпорядковані населені пункти:
- с. Загірне

## Склад ради
Рада складається з 16 депутатів та голови.

### Керівний склад попередніх скликань
| ПІБ                         | Основні відомості                                                                          | Дата обрання | Дата звільнення |
| --------------------------- | ------------------------------------------------------------------------------------------ | ------------ | --------------- |
| Гречинський Богдан Іванович | Сільський голова, 1946 року народження, член Всеукраїнського об'єднання «Батьківщина»      | 26.03.2006   | 31.10.2010      |
| Гоцуляк Богдан Миколайович  | Сільський голова, 1949 року народження, освіта вища, член політичної партії «Наша Україна» | 31.10.2010   |                 |

Примітка: таблиця складена за даними джерела